# Llegó borracho el borracho
«Llegó borracbo el borracho» es una canción del cantautor de música ranchera José Alfredo Jiménez.
En esta canción el cantautor nos cuenta la historia de un sujeto que le dicen el "borracho", este llega a una cantina donde ya no hay alcohol para tomar (en realidad el cantinero solo le dijo eso para evitar que el borracho se fuera sin pagar), así que se va con el cantinero de esta cantina a otra cantina. En esta pasan un rato agradable hasta que el borracho grita “¡la vida no vale nada!” (Frase citada al inicio de la canción “Camino de Guanajuato”), esta frase la malinterpreta el cantinero el cual la ve como un tipo de provocación, así empieza un tiroteo donde ambos terminan muertos (haciendo cruz con sus brazos). Esta canción también fue interpretada con mucha gracia y comicidad por Eulalio González "Piporro", y es común encontrarla bajo el título de "Llegó borracho el Piporro".
- Datos: Q5977800